# Jeon So-yeon
Jeon So-yeon (kor. 전소연, ur. 26 sierpnia 1998 w Seulu), znana jako Soyeon – południowokoreańska raperka, piosenkarka, autorka tekstów i producentka muzyczna związana z wytwórnią Cube Entertainment. Po raz pierwszy zwróciła uwagę publiczności uczestnicząc w programach telewizyjnych Produce 101 i Unpretty Rapstar, zanim zadebiutowała jako solowa artystka 5 listopada 2017 roku. 2 maja 2018 roku zadebiutowała jako liderka i raperka w zespole (G)I-dle, dla którego napisała i wyprodukowała większość utworów. Jest również częścią projektowej grupy SM Station X, Station Young, oraz wcieliła się w postać Akali z gry League of Legends w wirtualnych zespołach K/DA i True Damage.

## Życiorys

### Wczesne życie i edukacja
Jeon So-yeon urodziła się 26 sierpnia 1998 roku w Gaepo-dong, Gangnam-gu, Seul, w Korea Południowa. Jako dziecko była uczona w domu, a później uczęszczała do szkoły podstawowej Kuryong. W czasie nauki w szkole podstawowej, uczyła się baletu i brała udział oraz wygrywała liczne konkursy. Zrezygnowała z tańca klasycznego, aby podążać za karierą muzyczną po tym, jak zobaczyła występ zespołu Big Bang; Soyeon potajemnie brała udział i nie zdała około 20-30 przesłuchań wokalnych.
Później Soyeon zdecydowała się poświęcić rapowaniu i otrzymywała telefony od zainteresowanych. Ponieważ kierunek muzyczny tych zainteresowanych stron różnił się od jej własnego, zrezygnowała z marzeń o zostaniu piosenkarką i ponownie zaczęła tańczyć. To wtedy rozpoczęła występy jako tancerka uliczna.
Po zobaczeniu plakatu z ogłoszeniem przesłuchań Cube Entertainment w 2014 roku, Soyeon zdecydowała się wziąć udział w przesłuchaniach w Inczonie i stała się stażystką w tej firmie.

### 2016–2017:Produce 101,Unpretty Rapstari debiut solowy

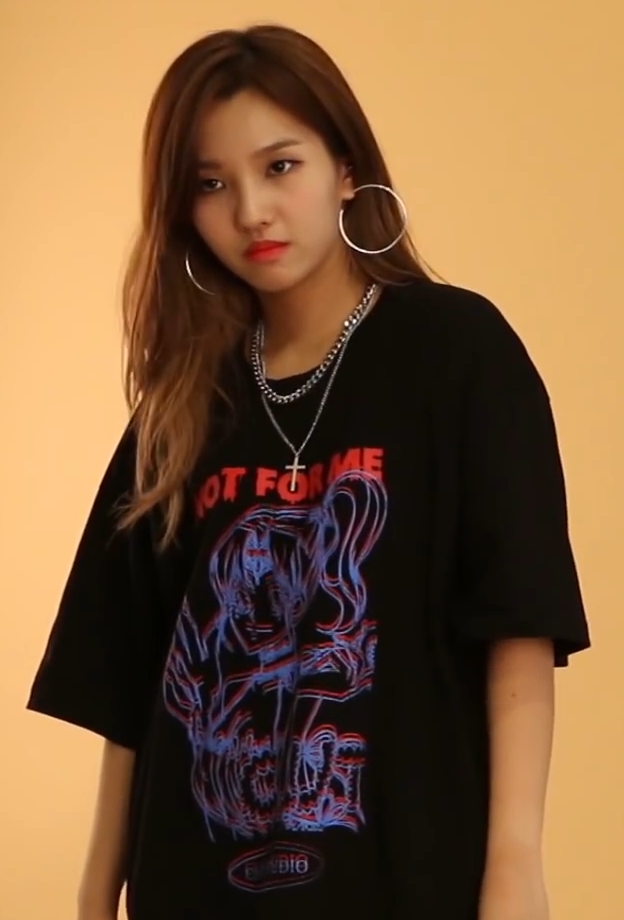
Jeon So-yeon podczas Unpretty Rapstar 3 w 2016 roku.

W styczniu 2016 roku pojawiła się jako stażystka Cube Entertainment w pierwszym sezonie programu survivalowego Produce 101. Przez cały okres trwania programu była popularną uczestniczką, osiągając najwyższą pozycję, 10. miejsce, w piątym odcinku. Jednak w ostatnim odcinku zajęła 20. miejsce i nie została członkinią zwycięskiego projektowego girlsbandu, I.O.I.
W lipcu 2016 roku pojawiła się jako uczestniczka trzeciego sezonu programu Unpretty Rapstar, dotyczącego rywalizacji w rapowaniu. Soyeon ukończyła program jako druga wicemistrzyni, a trzy z jej utworów zostały umieszczone na albumie kompilacyjnym finałowego odcinka programu.
29 grudnia 2016 roku Soyeon podpisała wyłączny kontrakt jako artystka w Cube Entertainment. Oficjalnie zadebiutowała 5 listopada 2017 roku, wydając cyfrowe single „Jelly” i „Idle Song”, które napisała sama.

### 2018–2020: Debiut z (G)I-dle, współpraca zLeague of Legendsi działalność solowa

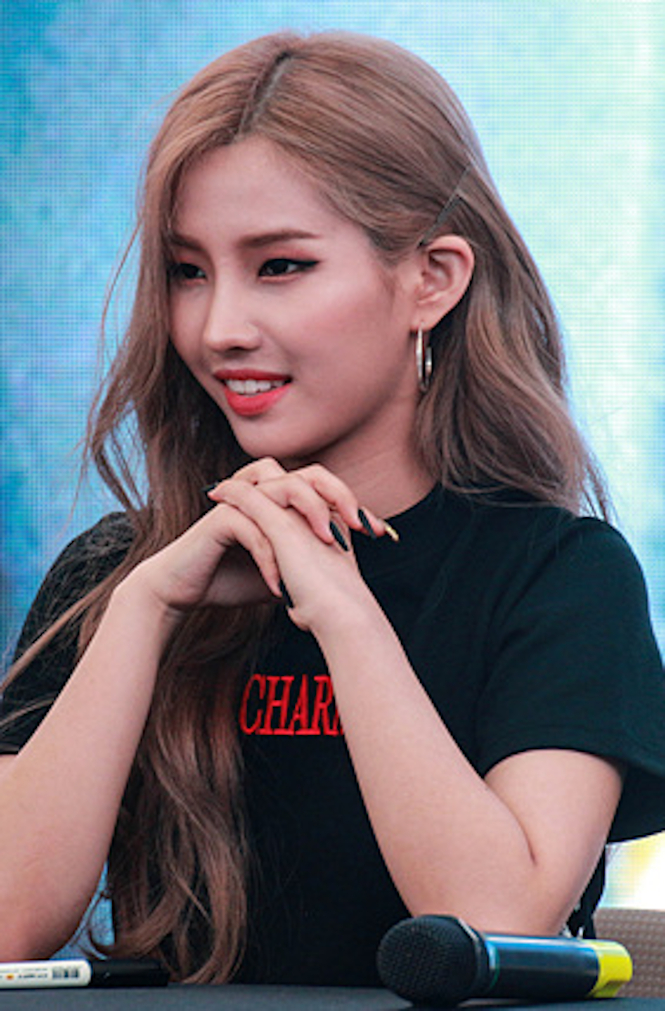
Soyeon na spotkaniu z fanami podczas promocji „Latata” w 2018 roku.

11 stycznia 2018 roku ogłoszono, że Soyeon ponownie zadebiutuje w nowym girlsbandzie Cube Entertainment o nazwie (G)I-dle, jako raperka i liderka. Była odpowiedzialna za napisanie tekstów, muzyki i aranżacji zarówno dla ich debiutanckiego utworu „Latata”, jak i dla kolejnego singla „Hann”. Oba utwory zdobyły pozytywną reakcję i odniosły sukces komercyjny. Soyeon pomogła również napisać pięć piosenek z debiutanckiego minialbumu (G)I-dle, zatytułowanego I Am.
8 sierpnia 2018 roku ogłoszono, że Soyeon weźmie udział w projekcie girlsbandu o nazwie Station Young dla SM Station X 0, razem z Seulgi z Red Velvet, Kim Chung-ha i SinB z GFriend. Station Young wydały swój pierwszy utwór, „Wow Thing”, 28 września 2018 roku.
Po debiucie, Soyeon i jej koleżanka z (G)I-dle, Miyeon, zostały zaproszone przez Riot Games do współpracy z amerykańskimi artystkami Jairą Burns i Madison Beer jako część wirtualnego girlsbandu K/DA. K/DA oficjalnie zadebiutowały utworem „Pop/Stars” podczas Mistrzostw Świata League of Legends 2018, które odbyły się 3 listopada. Oficjalny teledysk do „Pop / Stars” został wydany tego samego dnia, osiągając 30 milionów wyświetleń na YouTube w ciągu pięciu dni i 100 milionów w ciągu jednego miesiąca.

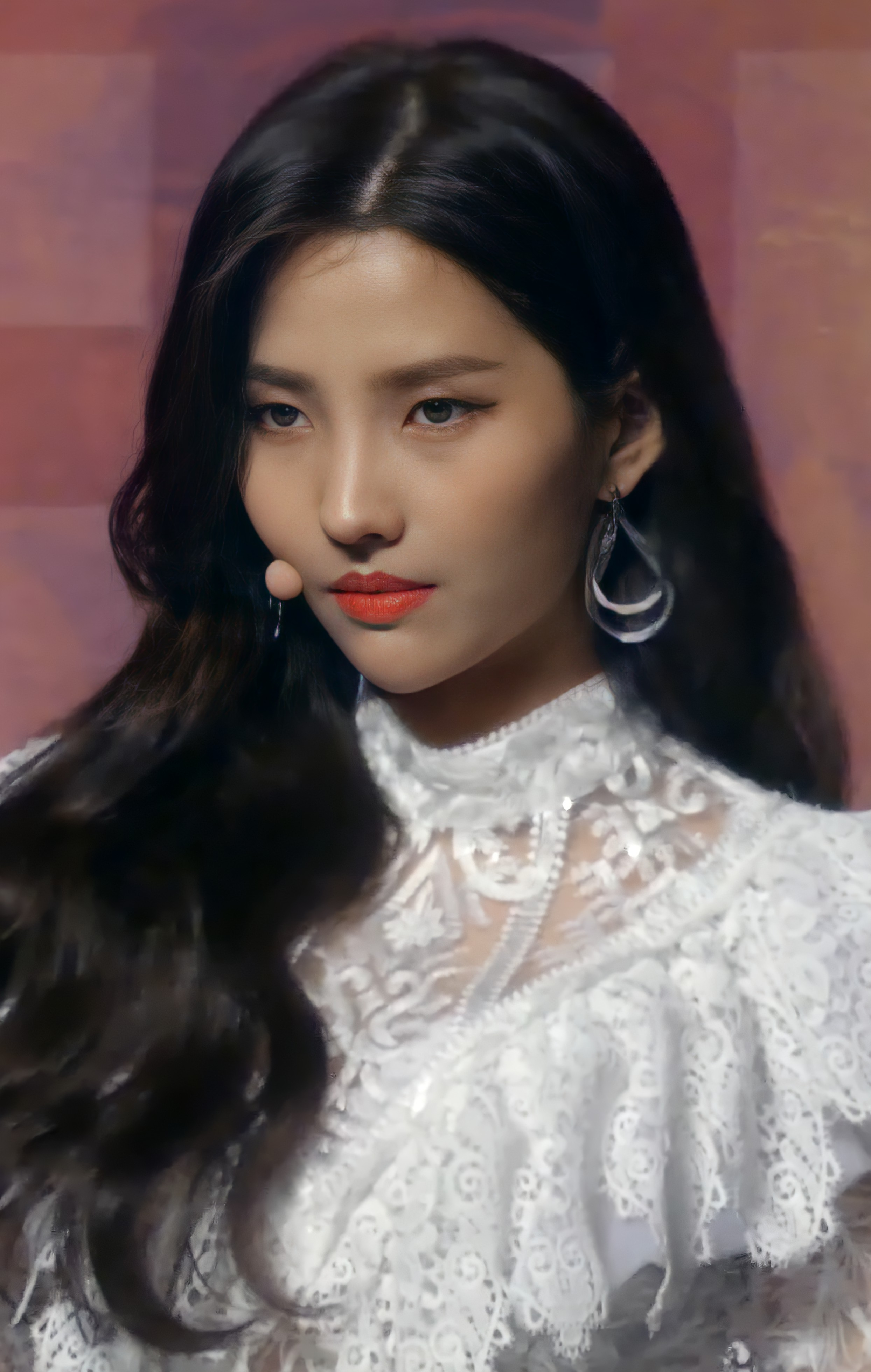
Soyeon w lutym 2019 roku

W 2019 roku Soyeon skomponowała utwór „No” dla grupy CLC, zespołu z tej samej wytwórni muzycznej. W marcu 2019 roku Soyeon publicznie przeprosiła za użycie pirackiej wersji niemieckiego oprogramowania muzycznego Kontakt. Napisała na swoim profilu na stronie internetowej dla fanów: „Głęboko żałuję, że użyłam nielegalnej kopii programu; o ile pamiętam, używałam go, gdy po raz pierwszy zaczęłam uczyć się tworzenia piosenek. Nawet nie zdawałam sobie sprawy, że nie usunęłam programu. Ale od dnia, w którym poważnie zabrałam się za komponowanie, używam tylko autoryzowanych programów”. Przeprosiny zostały wydane kilka dni po opublikowaniu na YouTube materiału zza kulis, pokazującego ikony nielegalnej kopii oprogramowania na ekranie jej laptopa, podczas przygotowań do minialbumu I Made, wyprodukowanej przez agencję. Agencja później usunęła film i przeprosiła za ten incydent.
Soyeon ponownie wcieliła się w rolę Akali w grupie hip-hopowej True Damage w grze League of Legends. Współpraca z Becky G, Keke Palmer, Thutmose i Duckwrth, pod tytułem „Giants” została wydana jako singiel wraz z animowanym teledyskiem 10 listopada 2019 roku. Utwór jest wielojęzyczny, głównie wykonywany w języku angielskim, ze zwrotkami w języku hiszpańskim i koreańskim. Tego samego dnia grupa wystąpiła na finałach Mistrzostw Świata League of Legends 2019 w Paryżu we Francji. Był to drugi rok z rzędu, w którym Soyeon występowała na ceremonii otwarcia finałów Mistrzostw Świata.
W 2020 roku gościnnie wystąpiła w programie Mnet Do You Know Hip Hop, inspirowanym hip-hopem, gdzie współpracowała z Double K i Nuck, wykonując remiks utworu „Lion”. W kwietniu (G)I-dle wydały swój trzeci minialbum I Trust. Wszystkie piosenki na albumie, w tym główny singiel „Oh My God”, zostały napisane i skomponowane przez Soyeon oraz długoletniego współpracownika Yummy Tone. Główny singiel został wydany zarówno w języku angielskim, jak i koreańskim. 22 lipca pomogła napisać i wystąpiła w utworze DJ Hyo „Dessert” z raperem Loopy. W sierpniu skomponowała pierwszą letnią piosenkę (G)I-dle, „Dumdi Dumdi”, razem z Pop Time, który wcześniej produkował piosenki dla rapera Zico i boysbandu Block B.

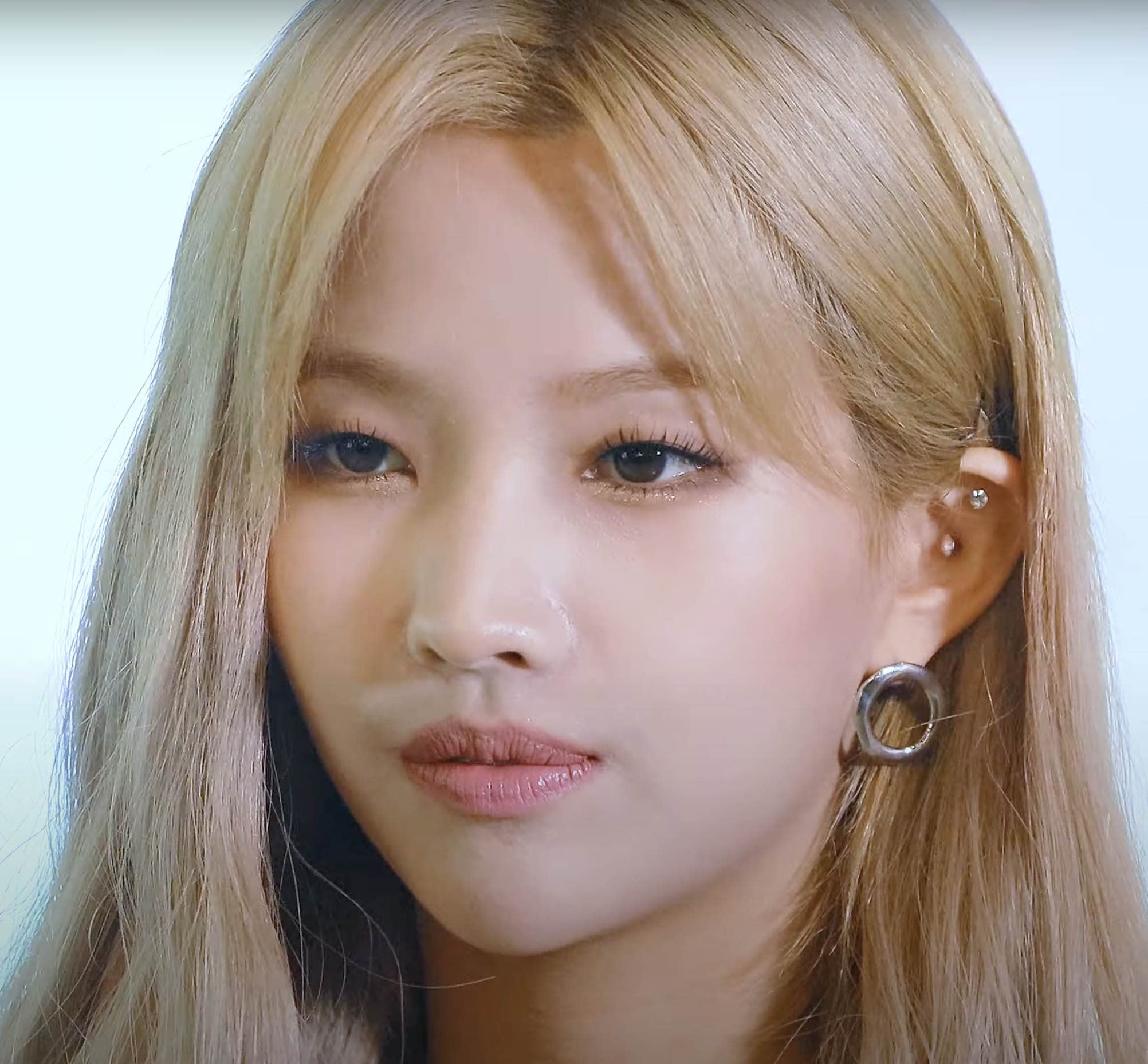
Soyeon podczas promocji „Dumdi Dumdi” w 2020 roku.

27 sierpnia 2020 roku Soyeon ponownie wcieliła się w postać Akali z gry League of Legends w utworach „The Baddest” i „More” na minialbumie zespołu K/DA zatytułowanym All Out. Soyeon została wymieniona jako producentka debiutanckiego solowego utworu Namjoo z Apink o tytule „Bird”, który został wydany 7 września. 16 grudnia potwierdzono, że Soyeon, Hui z Pentagonu i Lee Dae-hwi z AB6IX będą producentami utworów dla siedmiu najlepszych uczestników w programie CAP-TEEN emitowanym na Mnet.

### Od 2021: Pierwszy solowy albumWindy
W styczniu 2021 roku (G)I-dle wydały minialbum I Burn, zawierający główny singiel „Hwaa”; Soyeon napisała cztery z sześciu utworów na płycie. W tym samym miesiącu pojawiła się w programie rozrywkowym Face ID na platformie KakaoTV, który ukazywał codzienne życie celebrytów przez pryzmat ich telefonów. Program emitowany był w każdy poniedziałek przez trzy tygodnie, począwszy od 25 stycznia. W odcinkach ujawniała proces produkcji wielu swoich piosenek, codzienne życie z członkiniami (G)I-dle, 1600 demo utworów oraz materiał zza kulis z przygotowań do albumu I Burn do dnia jego wydania. 21 maja 2021 roku pojawiły się informacje, że Soyeon wyda solowy album. 16 czerwca 2021 roku Cube Entertainment ogłosiło, że jej pierwszy minialbum Windy zostanie wydany 5 lipca, a głównym singlem będzie utwór „Beam Beam”. 13 lipca zdobyła swoją pierwszą zwycięstwo w programie muzycznym SBS MTV The Show.

## Charakterystyka twórczości

### Wpływy
Soyeon stwierdziła, że jej koleżanki z zespołu są jej głównymi inspiracjami do pisania piosenek. Duży wpływ na nią wywarł również jej nauczyciel rapu w szkole średniej, który nauczył ją podstaw, takich jak pisanie dobrych tekstów i wyrażanie szczerości. Soyeon wymieniała również CL, Britney Spears i Avril Lavigne jako swoje wzorce do naśladowania. Dwie ostatnie artystki były inspiracją dla koncepcji i mody związanej z albumem I Never Die.
Piosenki Soyeon są również inspirowane kreskówkami, książkami i dramatami. „Idle Song” powstała, ponieważ Soyeon zainspirowała się motywem muzycznym z serialu SpongeBob Kanciastoporty. „Latata” zainspirowane było zwrotem „arata rata rata” Song Joon-geuna w programie Gag Concert na kanale KBS2. „Hann (Alone)” zainspirowane było wierszem Kim Sowola pt. „Azalie”. „Senorita” zainspirowane było hiszpańską piosenką „Despacito” (2017). „Uh-Oh” zainspirowane było wyrażeniem i tonem używanym przez personel podczas kręcenia programu reality show To Neverland w Stanach Zjednoczonych. „Lion” zainspirowane było filmem Król lew, który obejrzała podczas debiutu zespołu w Japonii. Soyeon przyznała, że dla koncepcji albumu I Trust zainspirowała ją seria anime isekai, KonoSuba: God’s Blessing on this Wonderful World! Legend of Crimson. Natomiast „Luv U” powstało i miało choreografię inspirowaną sceną z animacji Słodkie, słodkie czary. „Dumdi Dumdi” zainspirowane było filmem Disneya Zwierzogród z 2016 roku. Inspiracją do napisania „Hwaa” było stwierdzenie Shuhuy, która w rozmowie powiedziała „zimowa dziewczyna”. Soyeon wzięła ten pomysł i stworzyła koncepcję kobiety uwięzionej w zimie. Natomiast dla albumu I Never Die, Soyeon porównała go do wojny w Marineford w serii anime One Piece – „wojna jest bardzo ważnym wydarzeniem w One Piece. Historia skupia się na członkach, którzy dorastają po dwóch latach walki w wojnie, której uważali za nie do przezwyciężenia kryzysu, podobnie jak członkowie, którzy zostali rozdzieleni, by dorosnąć. Podobnie jak w mandze, I Never Die to album, który przedstawia (G)I-dle po wojnie. Ten album, który jest symbolem wzrostu i szoku, został doskonałym w pełni oddaniem pasji i determinacji”. „Tomboy” zainspirowane było fikcyjną postacią Cruellą de Vil.

### Pisanie utworów i styl muzyczny
Soyeon, mimo że uczestniczyła w zajęciach z pisania tekstów piosenek przed debiutem, początkowo nie planowała być główną autorką tekstów dla (G)I-dle. Została tą osobą z konieczności: „Na początku naprawdę nie wiedziałam, że będę pisać te piosenki..., ale nasz debiut opóźniał się, ponieważ nie mieliśmy piosenki. Wtedy pomyślałam, że powinnam napisać naszą piosenkę i zaczęłam tworzyć utwór tytułowy”. Opisała swoją metodę komponowania jako rozpoczynanie od pisania melodii na czystej stronie z pianinem lub podkładem, zauważając, że „często jest tak, że jest producent muzyczny, ktoś, kto pisze melodie i dodaje melodię do w dużej mierze ukończonego podkładu”. W procesie produkcji debiutanckiego utworu grupy „Latata”, Soyeon rozpoczęła od moombahtonowego podkładu i prostych instrumentów, takich jak perkusja, które zapętliła i pokryła melodią. Podczas pisania tekstów Soyeon zawsze ma na uwadze swoje koleżanki z zespołu i stara się unikać używania słów „ja” lub „mnie” w tekstach. Soyeon dodatkowo podkreśla znaczenie odwoływania się do emocji, aby „tworzyć muzykę bez uprzedzeń. Myślę, że to muzyka, z którą każdy może się utożsamić. Nasza grupa jest międzynarodowa i nie ma barier językowych”.
Podczas pierwszego wstępnego występu zespołu (G)I-dle w programie Queendom, Soyeon zaproponowała koncepcję czarownicy dla utworu „Latata”, co zostało pochwalone przez IZM jako „całkowicie oryginalna piosenka”. Według magazynu, jej nieustająca pewność siebie wobec grupy, utworu i samej siebie zarówno na scenie, jak i poza nią, wynika z „jasnego obrazu tego, czego chce stworzyć”. Poetka Seo Hyo-in napisała, że Soyeon „obejmuje wszystkie aspekty produkcji, od kompozycji i pisania, przez tworzenie rapu i ustalanie koncepcji”, ale „nie przyćmiewa innych członkiń”. Pochwaliła Soyeon za maksymalne wykorzystanie mocnych stron każdej członkini, co pozwala im znaleźć własną artystyczną wolność.

#### Stereotypy płciowe w muzyce
Wszystkie stereotypy muszą zostać zniszczone. Stereotyp, że jesteś za młody, by coś zrobić. Stereotyp, który ogranicza kobiece idolki. Muzyka nie ma płci.

Soyeon wyraziła swoje pragnienie, aby więcej kobiet brało udział w produkcji muzycznej, wierząc, że nie ma żadnych płciowych barier, jeśli chodzi o formy sztuki, takie jak muzyka czy występy. Stwierdziła: „Kiedy piszę, nie myślę o płci. Nie ma dla mnie znaczenia, czy jesteśmy dziewczęcą grupą, kobietami, mężczyznami. Po prostu piszę to, co mam na myśli”. W wywiadzie z czerwca 2020 roku dla MTV, odnosząc się do użycia zaimek „ona” w utworze „Oh My God”, Soyeon zauważyła, że „nie chciała ograniczać tego „ona” do określonego istnienia czy określonej definicji, dlatego jest otwarte na wszystko” i że „wszystkie rodzaje miłości są cenne i należy je szanować”.

## Dyskografia

### Minialbumy
| Rok  | Dane dot. albumu                                                                                                 | Najwyższa pozycja | Sprzedaż       |
| Rok  | Dane dot. albumu                                                                                                 | KOR (Circle)      | Sprzedaż       |
| ---- | --- | ----------------- | -------------- |
| 2021 | Windy - Wydany: 5 lipca 2021 - Wytwórnia: Cube Entertainment, Republic - Format: CD, digital download, streaming | 7                 | - KOR: 38 717+ |

### Single
| Rok                                                       | Tytuł                         | Najwyższa pozycja | Najwyższa pozycja | Album              |
| Rok                                                       | Tytuł                         | KOR               | KOR               | Album              |
| Rok                                                       | Tytuł                         | Circle            | Songs             | Album              |
| --------------------------------------------------------- | ----------------------------- | ----------------- | ----------------- | ------------------ |
| 2016                                                      | „Children’s Day” (z Superbee) | –                 | –                 | Unpretty Rapstar 3 |
| 2016                                                      | „Smile” (z Davii)             | –                 | –                 | Unpretty Rapstar 3 |
| 2017                                                      | „Jelly”                       | –                 | –                 | –                  |
| 2018                                                      | „Idle Song”                   | –                 | –                 | –                  |
| 2021                                                      | „Beam Beam”                   | 115               | 71                | Windy              |
| „–” oznacza, że singiel nie był notowany na danej liście. |                               |                   |                   |                    |

## Filmografia

### Programy telewizyjne
| Rok  | Tytuł              | Rola                 | Uwagi |
| ---- | ------------------ | -------------------- | ----- |
| 2016 | Produce 101        | Uczestniczka         |       |
| 2016 | Unpretty Rapstar 3 | Uczestniczka         |       |
| 2021 | My Teenage Girl    | Wychowawca klasy     |       |
| 2023 | Fantasy Boys       | Producentka muzyczna |       |